# Elaphoglossum deorsum
Elaphoglossum deorsum là một loài thực vật có mạch trong họ Lomariopsidaceae. Loài này được Vareschi mô tả khoa học đầu tiên.